# 盛山正仁
盛山 正仁（もりやま まさひと、1953年〈昭和28年〉12月14日 - ）は、日本の政治家、運輸・国土交通官僚。
運輸省入省後、環境省地球環境局総務課長や国土交通省総合政策局情報管理部長を経て、第44回衆議院議員総選挙で初当選。2009年の衆議院議員選挙で兵庫1区・比例近畿ブロックともに落選し、同年10月、昭和女子大学客員教授、武庫川女子大学教授に就任。その後、ひょうご環境創造協会兵庫県環境研究センター客員研究員、玉川大学客員教授、同志社大学客員教授、聖心女子大学講師を務め、第46回衆議院議員総選挙で当選。当選後、文部科学大臣（第30代）、法務副大臣兼内閣府副大臣（第3次安倍第1次改造内閣・第3次安倍第2次改造内閣）、法務大臣政務官（第2次安倍内閣）、衆議院厚生労働委員長、自由民主党国会対策委員会筆頭副委員長、同政務調査会国土交通部会長、同政務調査会法務部会長を歴任した。

## 来歴

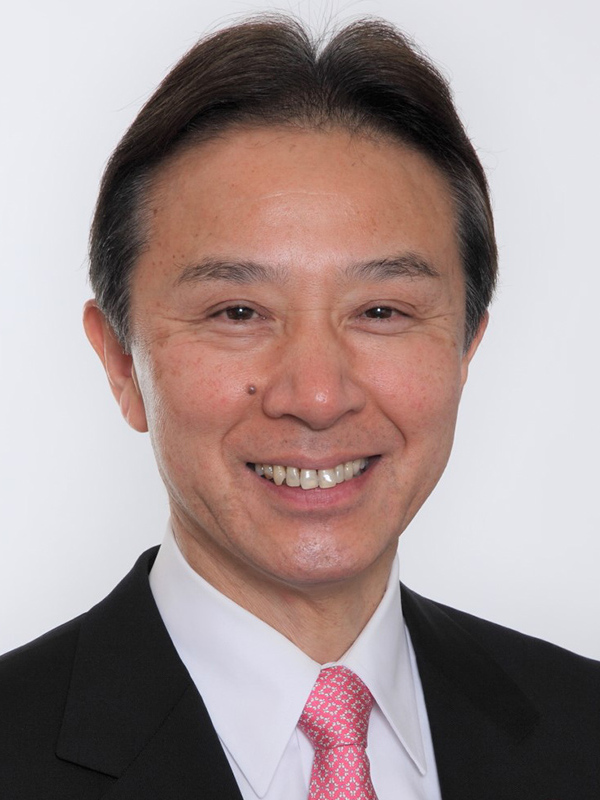
法務副大臣兼内閣府副大臣の就任に際して公表された肖像写真

### 出生から学生時代まで
兵庫県西宮市出身（現住所は神戸市灘区備後町5丁目）。徳之島（鹿児島県大島郡天城町瀬滝）出身、盛山勲、妙子夫妻の長男。父は大阪市内で新聞販売店を営んでいた。
灘中学校・高等学校を経て東京大学法学部第3類（政治コース）卒業

### 官界
1977年、運輸省入省（海運局総務課配属）。2004年7月から環境省地球環境局総務課長、2005年8月に国土交通省総合政策局情報管理部長を最後に出馬の為に辞職した。

### 政界

#### 衆議院議員に初当選
2005年9月11日の第44回衆議院議員総選挙に兵庫1区より自民党公認候補として出馬。借入金問題等で自民党公認を得られなかった前職砂田圭佑、並びに民主党の石井一を破り当選。自民党総務会総務、国土交通委員会委員、財務金融委員会委員などを務める。
2009年8月30日の第45回衆議院議員総選挙では民主党新人の井戸正枝に破れ、落選した。同年10月から武庫川女子大学教授、11月に財団法人ひょうご環境創造協会兵庫県環境研究センター客員研究員、2010年4月から玉川大学客員教授、同志社大学客員教授、聖心女子大学講師を務めた。
2012年12月16日の第46回衆議院議員総選挙ではみんなの党新人の井坂信彦や前回敗れた民主党の井戸正枝を破り当選、国政に復帰した。選挙後に発足した第2次安倍内閣で法務大臣政務官に就任。法務大臣政務官として入国管理や観光立国を担当した。2013年9月30日の人事により退任。
2014年12月14日の第47回衆議院議員総選挙では維新の党から出馬した井坂に破れるも、比例復活で3選。
2015年10月、法務副大臣に就任。
2016年3月、第3次安倍第2次改造内閣も法務副大臣を留任。同時に内閣府副大臣も兼任となる。
2017年10月22日の第48回衆議院議員総選挙では兵庫1区で4選。
2019年10月、厚生労働委員長に就任。
2021年10月31日の第49回衆議院議員総選挙・兵庫1区は盛山、立憲民主党公認の井坂、日本維新の会新人の一谷勇一郎ら5人が立候補し、井坂が小選挙区で当選した。自民党は比例近畿ブロックで8議席を獲得。登載順位単独1位の奥野信亮と同2位の柳本顕が比例で当選し、重複立候補した順位3位の6人の候補者が復活当選した。盛山は6人中5番目の惜敗率（81.622％）により当選した。選挙戦では世界平和統一家庭連合（旧統一教会）の関連団体「世界平和連合」の指示を受けた信者10～20人が連日電話をかけ続けた。信者たちは個人の携帯電話の契約を「かけ放題」に自腹で変更し、かけた件数を争うように教団幹部に報告した。岸田文雄首相が応援演説のために10月20日に摂津本山駅前にかけつけた際には約60人の信者が動員された。教団側は、事実上の政策協定にあたる「推薦確認書」を盛山ととりかわすなど総力戦で選挙にあたり、盛山の5選に貢献した。
当選を果たした盛山は翌2022年3月、教団の関連団体「UPF・兵庫県平和大使協議会」が神戸市で開いた総会に出席。韓鶴子総裁の演説映像を見たうえで、教団の活動を褒めたたえた。

#### 文部科学大臣

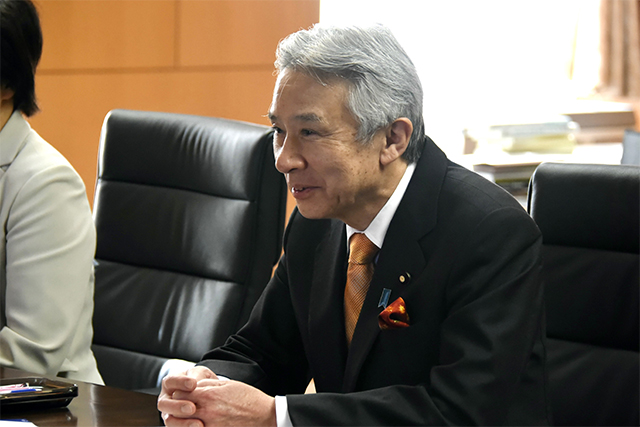
文部科学省にて（2023年12月8日）

2023年9月6日、政府が10月中旬にも、統一教会に対する解散命令を東京地方裁判所に請求する方向で調整していることが報道により明らかとなった。
同年9月13日、第2次岸田第2次改造内閣が発足。永岡桂子が文部科学大臣を退任。盛山がそのあとを継ぎ、初入閣した。
同年10月13日、盛山は文科大臣として、統一教会に対する解散命令を東京地裁に請求した。
2024年10月15日、第50回衆議院議員総選挙が公示され、盛山、井坂信彦、日本維新の会現職の一谷勇一郎、日本共産党の藤末浩美、参政党の山岡智美など7人が立候補した。自民党は裏金問題や統一教会問題、10月23日に発覚した非公認候補への2000万円支給問題などで逆風が吹き荒れた。10月27日、総選挙執行。投票締め切りの20時直後に日本経済新聞は井坂の当選確実を報じた。盛山、一谷は比例復活もならず、それぞれ議席を失った。

## 政策・主張

### 憲法
- 憲法改正について、2021年のNHKのアンケートで「賛成」と回答[31]。

- 憲法9条への自衛隊の明記について、2021年のNHKのアンケートで「賛成」と回答[31]。

- 憲法を改正し緊急事態条項を設けることについて、2021年の毎日新聞社のアンケートで「賛成」と回答[32]。

### 外交・安全保障
- 敵基地攻撃能力の保有について、2021年の毎日新聞社のアンケートで「賛成」と回答[32]。

- 普天間基地の辺野古移設をめぐる政府と沖縄県の対立をどう考えるかとの問いに対し、2021年の毎日新聞社のアンケートで「政府が埋め立てを進めるのはやむを得ない」と回答[32]。

- 徴用工訴訟などの歴史問題をめぐる日韓の関係悪化についてどう考えるかとの問いに対し、2021年の毎日新聞社のアンケートで「政府の今の外交方針でよい」と回答[32]。

### ジェンダー
- 選択的夫婦別姓制度の導入について、2021年のNHKのアンケートで「どちらかといえば賛成」と回答[31]。

- 同性婚を可能とする法改正について、2021年のNHKのアンケートで「どちらかといえば賛成」と回答[31]。「同性婚を制度として認めるべきだと考るか」との同年の毎日新聞社のアンケートに対し「認めるべき」と回答[32]。

- クオータ制の導入について、2021年のNHKのアンケートで「どちらかといえば賛成」と回答[31]。同年の毎日新聞社のアンケートで「反対」と回答[32]。

### その他
- 「原子力発電への依存度について今後どうするべきか」との問題提起に対し、2021年のNHKのアンケートで「下げるべき」と回答[31]。

- 10%の消費税率について、2021年の毎日新聞社のアンケートで「当面は10%を維持すべきだ」と回答[32]。

- 森友学園への国有地売却をめぐる公文書改竄問題で、2021年5月6日、国は「赤木ファイル」の存在を初めて認めた[33]。しかし5月13日、菅義偉首相はファイルの存在を踏まえた再調査を行わない考えを報道各社に書面で示した[34]。9月の自民党総裁選挙で総裁に選出された岸田文雄も10月11日、衆議院本会議の代表質問で再調査の実施を否定した[35]。国の対応をどう考えるかとの同年の毎日新聞社のアンケートに対し「さらに調査や説明をすべき」と回答[32]。

- 受動喫煙防止を目的に飲食店などの建物内を原則禁煙とする改正健康増進法について、「全面禁煙をめざしたいが、生活がかかっている小規模店舗もあるので段階的にやっていく方が良いだろう。死活問題である」とコメントし、小規模飲食店に配慮をみせた[36]。

- 2016年度から灘中学校が採用した歴史教科書を巡り、盛山は「なぜあの教科書を採用したのか」と問い合わせを行っていた。この問い合わせを受けたことに対し、灘中の和田孫博校長は過去にも県会議員から同様の質問をうけていたので「検定教科書の中から採択しているのになぜ文句がでるのかわかりません。もし教科書に問題があるのであれば文科省にお話しください」と回答し、盛山は「確かにそうですな」と答えた[37]。

## 人物

### 統一協会との関係
- 2022年7月から8月にかけて、共同通信社は、全国会議員712人を対象に、世界平和統一家庭連合（旧統一教会）との関わりを尋ねるアンケートを実施。8月31日に各議員の回答の全文を公表した。盛山は、献金、選挙活動への支援、集会への出席や祝電などの有無について問う質問に対し、すべて「ない」と答えた[38][39]。

- 同年10月20日、朝日新聞のスクープにより、教団の関連団体の「世界平和連合」と「平和大使協議会」が2021年の衆院選と2022年の参院選の際、自民党議員に対し「推薦確認書」を提示し、署名を求めていたことが明らかとされた[40]。推薦確認書は下記の5つの項目から成り、事実上の「政策協定」であった[41][42][注 1]。

- 同年11月、朝日新聞社は全国会議員を対象に推薦確認書のやり取りをたずねるアンケートを実施した[44]。当該アンケートにより、斎藤洋明、大串正樹、山田賢司、深澤陽一の4人が推薦確認書に署名したことを認めた[45][46][47][48]。盛山はここでも文書の提示や署名を否定した[44]。

- 2024年2月6日、朝日新聞朝刊が、衆院選公示2日前の2021年10月17日、「世界平和連合」が神戸市勤労会館で主催した「盛山正仁衆議院議員国政報告会」[17]に盛山が出席し、前述の推薦確認書に署名していたと報じた。盛山が推薦状を手にした写真も掲載された。集会で盛山は「みなさんの声をどう代弁するか、すべては総選挙を勝ち抜いてから」と発言していた。また、選挙期間中、世界平和連合幹部の指示を受けた信者10～20人が電話帳の一覧をもとに、毎朝8時から20時まで盛山の事務所名で有権者に電話で投票を呼びかけていたことも報道により明らかとなった。信者たちは、個人の携帯電話の契約を「かけ放題」に自腹で変更し、一人あたり1日数百件の電話をかけたとされる[16]。

- 報道翌日の2月7日に行われた衆議院予算委員会で、立憲民主党の西村智奈美が事実関係をただすと、盛山は署名したことを事実と認めた。西村は盛山が文部科学大臣であることを取り上げ、「利害関係者の大臣が旧統一教会の解散命令請求の政府側責任者だとは、どこの世界の笑い話か」と、盛山の更迭を要求した。岸田文雄首相は「現在は当該団体との関係を一切有していない」などとして、更迭する考えがないことを示した[49]。2月8日の衆院予算委員会では、盛山は「記憶にございません」を午前中の審議だけで10回以上も連発した[50]。立憲民主党の藤岡隆雄による質問に対し、盛山は「報道で書いてあるのでサインをしたかもしれないが、私は記憶にございません」と答弁した[50]。

- 同年2月20日、立憲民主党が提出した盛山に対する大臣不信任決議案が衆議院本会議で採決され、与党や日本維新の会などの反対多数で否決された。決議案には立憲民主党の他、日本共産党や国民民主党などが賛成した[51]。
- 同日、統一教会の機関紙「世界思想」が盛山の地元事務所に毎月届けられていたことをマスコミが報じた[52][53]。

- 同年3月6日、朝日新聞は、盛山が2022年3月に教団の関連団体「UPF・兵庫県平和大使協議会」が神戸市で開いた総会に出席した際の映像を入手したと報じた。盛山が会合で韓鶴子総裁の演説映像を見たうえで、「先ほどのビデオ、韓半島統一のUPF、立派に開催されたこと、素晴らしいことだなと感銘を受けました」と発言したことが明らかとなった[18][19]。3月7日、参議院予算委員会で立憲民主党の杉尾秀哉は推薦確認書に実際に署名したかどうかを繰り返し質問した。盛山は当初「記憶にない」「現物は見ていない」と回答を避けていたが、追及に押され、最終的に「その可能性が高い」と認めた。杉尾が「UPF・兵庫県平和大使協議会」出席の件を質問すると、盛山は「一般的なあいさつはしたと思うが、旧統一教会やその教義に賛同する発言はしていない」と答えた[19]。
- 関連団体幹部は、当初は「『私の顔を見てお世話になっております』と深々と頭を下げられ、ハグまでしてくださいました」と証言していた[54]。その後、「頭を下げる」が無くなり、「歩道橋の近くに立っておられて、私が近づいてくるのを見つけて『お世話になっています』ってハグまでされまして」「びっくりしたのでよく覚えています」と証言になった[55]。しかし、さらに、摂津本山の交差点での首相演説時に内容が変わっている[56]。盛山本人は「コロナでハグをするわけない」「年代的にハグはありえない」と否定している[57]。また、盛山の妻も「主人は仲の良い友達にも『拝啓』から始める人」としてありえないと証言している[58]。
- 盛山自身は「旧統一教会に揺さぶりかけられている」と発言している[59]。盛山側は「統一教会からの報復」と主張している[60]。旧統一教会を指定宗教法人に指定し審議会で了承された同日に、朝日新聞に「旧統一教会側との推薦確認書に盛山氏署名の写真」が掲載されている[61][62]。盛山側は「隠していたわけでなく、名前も（統一教会と）違うし、普段から付き合いが無いから名前すら知らなかった。」と証言している[63]。
- 朝日新聞と週刊新潮が同一写真であったことで今回の騒動が「盛山文科相の更迭こそが旧統一教会の狙い、としての教団の意図的リーク」の可能性や「事件屋」の関連を示唆されている[64][65]。

### 人柄
- 2023年9月13日、盛山が第2次岸田再改造内閣で文部科学大臣に就任した時、盛山の両親の出身地である天城町瀬滝をはじめ徳之島3町役場には〝徳之島2世〟の初入閣、大臣就任を祝福する横断幕や懸垂幕が登場した[10]。盛山は「恐縮です。古里のことを忘れず徳之島や奄美、鹿児島の発展に今後も全力を尽くします」と感謝した[10]。

- 実家の新聞販売店で働いていた人たちの苦労や、母子家庭となった母の苦労を感じ、公のために尽くしたいという意識がずっと心のどこかにあったので官僚を志望し、政治家になった[4]。

### その他
- 1998年7月に運輸省運輸政策局国際業務課から同局消費者行政課に異動し、バリアフリーを担当した。環境省出向時代は地球温暖化対策、クール・ビズ、チーム・マイナス6%の国民広報や、特定外来生物による生態系等に係る被害の防止に関する法律（外来種生物規制法）の責任者を担当した[要出典]。

- 初当選後は高齢者、障害者等の移動等の円滑化の促進に関する法律（バリアフリー新法）、観光立国推進基本法、海洋基本法、エコツーリズム推進法などの成立に尽力したとブログで述べている[66]。政務官退任後には、建築士法の一部を改正する法律や地域自然資産区域における自然環境の保全及び持続可能な利用の推進に関する法律、特定生殖補助医療に関する法律案の概要の議員立法を手がけ、東日本大震災で天井が崩落し放置されていた九段会館について、古賀誠から解決を要請され中心となって対応策を検討したとブログで述べている[67]。また、超電導リニア中央新幹線の東京～名古屋～大阪間の同時開業実現のために奔走しているとブログで述べている[68]。

- 神戸市長の久元喜造は灘高等学校の同級生[69]。
- 2024年4月米航空宇宙局（NASA）のネルソン局長と、有人月探査の実施取り決めに関する文書に文部科学大臣として署名し、米主導の国際月面探査「アルテミス計画」で、日本人の宇宙飛行士2人を月面着陸させることが正式に決定した。早ければ2028年にも着陸する見通しで、日本は米国に次いで、世界で2番目に月面へ宇宙飛行士を送り込むことになる[70]。

## 家族・親族
盛山家
- 父・勲 - 新聞販売店を経営した[4]。盛山が中学3年生の時に肝臓がんにより亡くなる[4][10]。
- 妻・路子（三重、田村元の長女[71]、秘書[10]） - 馴れ初めは1978年、盛山の官僚時代の上司の黒野匡彦補佐官からの紹介による見合いである[72]。盛山によると「24歳の若さで、怖い上司に押し切られた。私も妻も言葉を発する暇もなく、有無を言わせぬ仲人口で強引にまとめられてしまった」という[72]。
- 子供4人[72]

親戚
- 妻の祖父・田村秢（弁護士、衆議院議員、三重県会議員）
- 義父・田村元（第66代衆議院議長）[10][69][73]
- 義父（田村元）の甥・田村憲久（衆議院議員）[74]

## 年譜

### 学歴
- 1969年3月 - 私立灘中学校卒業
- 1972年3月 - 私立灘高等学校卒業
- 1977年3月 - 東京大学法学部第3類卒業
- 2011年3月 - 神戸大学大学院法学研究科博士課程前期課程修了・修士(法学)
- 2013年3月 - 神戸大学大学院法学研究科博士課程後期課程修了・博士(法学)（論文題目：「公海上の航行の安全確保に関する国際法と国際協力の課題: ソマリア沖海賊の訴追を中心に」[75]）
- 2014年3月 - 神戸大学大学院経営学研究科より博士(商学)の学位(課程外の論文博士)（論文題目：「鉄道政策: 鉄道への公的関与について」[76]）

### 職歴
- 1977年4月 - 運輸省入省
- 1978年5月 - 運輸省海運局監督課
- 1979年9月 - 運輸省大臣官房政策計画官付（総合交通）
- 1981年3月 - 経済協力開発機構（OECD在パリ・海運委員会事務局）派遣
- 1983年4月 - 運輸省自動車局総務課
- 1984年7月 - 地域交通局総務課
- 1991年7月 - 海上交通局総務課補佐官（総括）
- 1991年11月 - 経済企画庁物価局調査官（物価政策課）
- 1994年7月 - 関東運輸局企画部長
- 1995年12月 - 運輸省運輸政策局国際業務第一課長
- 2003年7月 - 環境省自然環境局総務課長
- 2004年7月 - 環境省地球環境局総務課長
- 2005年8月 - 国土交通省総合政策局情報管理部長
- 2005年9月 - 第44回総選挙で初当選（兵庫1区）
- 2008年10月 - 『エコツーリズム推進法の解説』発行、『生物多様性基本法』発行
- 2009年8月 - 第45回総選挙で落選
- 2009年10月 - 武庫川女子大学教授
- 2009年11月 - 財団法人 ひょうご環境創造協会 客員研究員
- 2010年4月 - 玉川大学客員教授、同志社大学客員教授、聖心女子大学講師、『観光政策と観光立国推進基本法』発行
- 2010年9月 - 『生物多様性100問』発行
- 2011年4月 - 『観光政策と観光立国推進基本法第2版』発行、武庫川女子大学客員教授
- 2011年10月 - 『バリアフリーからユニバーサル社会へ』発行
- 2012年4月 - 『環境政策入門』発行
- 2012年9月 - 『観光政策と観光立国推進基本法 第3版』発行
- 2012年12月 - 第46回総選挙で当選（兵庫1区）。法務大臣政務官に就任
- 2013年9月 - 政務官を退任
- 2014年4月 - 『鉄道政策　鉄道への公的関与について』発行
- 2014年12月 - 第47回総選挙で当選（比例復活）
- 2015年10月 - 法務副大臣に就任
- 2016年3月 - 法務副大臣兼内閣府副大臣に就任
- 2017年10月 - 第48回総選挙で当選（兵庫1区）
- 2019年10月 -  厚生労働委員長に就任
- 2021年10月 - 第49回総選挙で当選（比例復活）
- 2023年9月 - 文部科学大臣に就任
- 2024年10月 - 第50回総選挙で落選

## 選挙歴
| 当落 | 選挙                   | 執行日         | 選挙区      | 政党       | 得票数    | 得票率 | 定数 | 得票順位 /候補者数 | 政党内比例順位 /政党当選者数 |
| ---- | ---------------------- | -------------- | ----------- | ---------- | --------- | ------ | ---- | ------------------ | ---------------------------- |
| 当   | 第44回衆議院議員総選挙 | 2005年09月11日 | 兵庫県第1区 | 自由民主党 | 9万5746票 | 42.96% | 1    | 1/5                | /                            |
| 落   | 第45回衆議院議員総選挙 | 2009年08月30日 | 兵庫県第1区 | 自由民主党 | 7万3767票 | 32.27% | 1    | 2/5                | 19/9                         |
| 当   | 第46回衆議院議員総選挙 | 2012年12月16日 | 兵庫県第1区 | 自由民主党 | 7万6401票 | 37.15% | 1    | 1/4                | /                            |
| 比当 | 第47回衆議院議員総選挙 | 2014年12月14日 | 兵庫県第1区 | 自由民主党 | 7万2791票 | 39.67% | 1    | 2/3                | 9/9                          |
| 当   | 第48回衆議院議員総選挙 | 2017年10月22日 | 兵庫県第1区 | 自由民主党 | 7万1861票 | 39.45% | 1    | 1/4                | /                            |
| 比当 | 第49回衆議院議員総選挙 | 2021年10月31日 | 兵庫県第1区 | 自由民主党 | 6万4202票 | 30.12% | 1    | 2/5                | 7/8                          |
| 落   | 第50回衆議院議員総選挙 | 2024年10月27日 | 兵庫県第1区 | 自由民主党 | 4万5987票 | 21.99% | 1    | 2/7                | 18/6                         |

## 栄典
- ウクライナ：三等功績勲章（英語版） - （2022年8月23日）

## 著書

### 単著
- 『観光政策と観光立国推進基本法』（2010年4月、エムエムコンサルティング）
- 『生物多様性100問』（2010年9月、木楽舎）
- 『観光政策と観光立国推進基本法第2版』（2011年4月、エムエムコンサルティング )
- 『バリアフリーからユニバーサル社会へ』（2011年10月、創英社 / 三省堂書店）
- 『観光政策と観光立国推進基本法 第3版』（2012年9月、エムエムコンサルティング）
- 『鉄道政策』（2014年4月、創英社 / 三省堂書店） ）

### 共編著
- （愛知和男・盛山正仁 編著）『エコツーリズム推進法の解説』（2008年10月、ぎょうせい）
- （谷津義男と共著）『生物多様性基本法』（2008年10月、ぎょうせい）
- （盛山正仁 編著）『環境政策入門』（2012年4月、武庫川女子大学出版部）